# De store Sundaøer
De store Sundaøer, består af fire øer i Sydøstasien: Borneo, Java, Sulawesi og Sumatra.  Sammen med De små Sundaøer udgør de Sundaøerne. De store Sundaøer tilhører Indonesien, Malaysia og Brunei.
Navnet Sundaøerne kommer fra Pasundan, Vest-Java.